# Hildebrandshausen
Hildebrandshausen è una frazione del comune tedesco di Südeichsfeld, in Turingia.

## Storia
Hildebrandshausen costituì un comune autonomo fino al 1º dicembre 2011.